# Kamakahelei
Kamakahelei (Tamataherei) (o. 18. st. - 1794.) bila je kraljica havajskog otoka Kauaija, koja je vladala po svom vlastitom pravu; ženski poglavica. Tijekom njezine je vladavine James Cook posjetio Havaje.

## Životopis
Kamakahelei je bila jedina kći velikog poglavice Kaumeheiwe i njegove žene Kaʻapuwai, koja je možda bila kći kralja Peleʻioholanija. Preko oca je Kamakahelei bila unuka plemića Lonoikahaupua i plemkinje Kamuokaumeheiwe. 
Naslijedila je Peleʻioholanija na mjestu vladara Kauaija te je vladala kao Aliʻi Aimoku.
Prvo se udala za Kaneoneoa, koji je bio unuk Peleʻioholanija te je imao pravo na vlast. On i Kamakahelei imali su dvije kćeri - Lelemahoalani i Kapuaʻamohu. Lelemahoalani je bila ljubavnica Jamesa Cooka, kojeg je Kamakahelei smatrala bogom.
Kaneoneo je umro tijekom pobune na Oahuu te se Kamakahelei preudala za princa Kāʻeokūlanija, čiji je brat bio kralj Kahekili II.
Kāʻeokūlanija i Kamakahelei imali su sina Kaumualiʻija, koji je bio zadnji kralj Kauaija, vazal kralja Kamehamehe I.
Kamakahelei je bila baka princa Humehumea, princa Aarona Kealiʻiahonuija i princeze Kinoiki Kekaulike I. te prabaka kraljice Kapiolani.

## Vanjske poveznice
- Srednja škola kraljice Kamakahelei
- Kalakaua
- Kalanikukuma, davni predak kraljice Kamakahelei
- Kūaliʻi, koji je možda bio predak Kamakahelei